# Kobayashi Yusuke (cầu thủ bóng đá, sinh năm 1994)
Kobayashi Yusuke (小林 祐介 Kobayashi Yusuke, sinh ngày 23 tháng 10 năm 1994 ở Urawa, Saitama) là một cầu thủ bóng đá người Nhật Bản thi đấu cho Shonan Bellmare.

## Thống kê câu lạc bộ
Cập nhật đến ngày 23 tháng 2 năm 2018.
| Thành tích câu lạc bộ | Thành tích câu lạc bộ | Thành tích câu lạc bộ | Giải vô địch | Giải vô địch | Cúp                   | Cúp                   | Cúp Liên đoàn | Cúp Liên đoàn | Châu lục | Châu lục  | Khác    | Khác      | Tổng cộng | Tổng cộng |
| Mùa giải              | Câu lạc bộ            | Giải vô địch          | Số trận      | Bàn thắng    | Số trận               | Bàn thắng             | Số trận       | Bàn thắng     | Số trận  | Bàn thắng | Số trận | Bàn thắng | Số trận   | Bàn thắng |
| Nhật Bản              | Nhật Bản              | Nhật Bản              | Giải vô địch | Giải vô địch | Cúp Hoàng đế Nhật Bản | Cúp Hoàng đế Nhật Bản | J. League Cup | J. League Cup | AFC      | AFC       | Khác1   | Khác1     | Tổng cộng | Tổng cộng |
| --------------------- | --------------------- | --------------------- | ------------ | ------------ | --------------------- | --------------------- | ------------- | ------------- | -------- | --------- | ------- | --------- | --------- | --------- |
| 2013                  | Kashiwa Reysol        | J1 League             | 0            | 0            | 0                     | 0                     | 0             | 0             | –        | –         | –       | –         | 0         | 0         |
| 2014                  | Kashiwa Reysol        | J1 League             | 10           | 0            | 1                     | 0                     | 2             | 0             | –        | –         | 1       | 0         | 14        | 0         |
| 2015                  | Kashiwa Reysol        | J1 League             | 14           | 0            | 1                     | 0                     | 1             | 0             | 5        | 1         | –       | –         | 21        | 1         |
| 2016                  | Kashiwa Reysol        | J1 League             | 22           | 0            | 2                     | 0                     | 4             | 0             | –        | –         | –       | –         | 28        | 0         |
| 2017                  | Kashiwa Reysol        | J1 League             | 14           | 1            | 3                     | 0                     | 3             | 0             | –        | –         | –       | –         | 20        | 1         |
| Tổng                  | Tổng                  | Tổng                  | 60           | 1            | 7                     | 0                     | 10            | 0             | 5        | 1         | 1       | 0         | 83        | 2         |

1Bao gồm Giải bóng đá vô địch Suruga Bank.